# Oracle Challenger Series – Newport Beach 2020/Damen/Qualifikation
Dieser Artikel zeigt die Ergebnisse der Qualifikationsrunden für die Oracle Challenger Series – Newport Beach 2020 des Damentennis. Insgesamt nahmen 4 Spielerinnen im Einzel an der Qualifikation teil.

## Einzel

### Setzliste
| Nr. | Spielerin     | Erreichte Runde |
| --- | ------------- | --------------- |
| 01. | Eri Hozumi    | qualifiziert    |
| 02. | Quinn Gleason | qualifiziert    |

Zeichenerklärung
- Q = Qualifikant
- WC = Wildcard
- LL = Lucky Loser
- ITF = qualifiziert über ITF-Ranking
- ALT = alternate (Ersatz)
- PR = Protected Ranking
- SE = Special Exempt
- r = retired (Aufgabe)
- d = Disqualifikation
- w.o. = walkover
- [ ] = Match-Tie-Break

### Ergebnisse
|  | Qualifikationsrunde |                |    |    |   |
|  |                     |                |    |    |   |
|  | 1                   | Eri Hozumi     | 6  | 62 | 6 |
|  | WC                  | Ashley Kratzer | 4  | 7  | 1 |
|  |                     |                |    |    |   |
|  | 2                   | Quinn Gleason  | 64 | 7  | 7 |
|  | WC                  | Maegan Manasse | 7  | 5  | 5 |